# Superkupa Shqiptar 1990
La Superkupa Shqiptar 1990 è stata la seconda edizione della supercoppa albanese.
La partita fu disputata dal Dinamo Tirana, vincitore del campionato e dal Flamurtari Valona, vincitore della coppa.
Anche questa edizione si giocò allo Qemal Stafa Stadium di Tirana e vinse il Flamurtari Valona ai tiri di rigore dopo che l'incontro terminò 3-3. Per la squadra di Valona è il primo titolo.

## Tabellino
| Arbitro: | Kotherja (Durazzo) |

|                   |                      |                              |
| Kushta 4’ 22’ 75’ | Marcatori            | 39’ 41’ Tahiri 83’ Demollari |
|                   | Tiri di rigore 5 – 4 |                              |

| Flamurtari Valona: |  |                   |     |
|                    |  |                   |     |
|                    |  | Anesti Arapi      |     |
|                    |  | Gjergji Dema      |     |
|                    |  | Rrapo Taho        |     |
|                    |  | Elidon Lameborshi |     |
|                    |  | Edmond Lutaj      |     |
|                    |  | Bashkim Shaqiri   | 46’ |
|                    |  | Eqerem Memushi    |     |
|                    |  | Viktor Daullja    | 46’ |
|                    |  | Sokol Kushta      |     |
|                    |  | Latif Gjondeda    |     |
|                    |  | Vasil Ziu         |     |
| Sostituzioni:      |  |                   |     |
|                    |  | Erion Mëhilli     | 46’ |
|                    |  | Alfred Zijai      | 46’ |
| Allenatore:        |  |                   |     |
| Edmond Liçaj       |  |                   |     |

| Dinamo Tirana: |  |                    |             |
|                |  |                    |             |
|                |  | Ilir Bozhiqi       |             |
|                |  | Nordik Ruhi        |             |
|                |  | Ilir Sillo         |             |
|                |  | Ibro Genc          | Ammonizione |
|                |  | Josif Gjergji      |             |
|                |  | Victor Briza       | 108’        |
|                |  | Alfred Ferko       |             |
|                |  | Arbën Milori       |             |
|                |  | Sulejman Demollari | 106’        |
|                |  | Edmond Abazi       |             |
|                |  | Ermal Tahiri       |             |
| Sostituzioni:  |  |                    |             |
|                |  | Agron Xhafa        | 108’        |
|                |  | Genc Gjinali       | 106’        |
| Allenatore:    |  |                    |             |
| Bejkush Birçe  |  |                    |             |